# Jörg Michaelis
Jörg Michaelis (* 7. Dezember 1940 in Essen) ist ein deutscher Epidemiologe, Informatiker  und Hochschullehrer. Von 2001 bis 2007 war er Präsident der Johannes Gutenberg-Universität Mainz.

## Leben
Jörg Michaelis absolvierte 1960 bis 1965 ein Medizinstudium an den Universitäten Freiburg im Breisgau, Innsbruck und Wien. 1972 habilitierte er im Fach Medizinische Statistik, Dokumentation und Datenverarbeitung. Zwischen 1973 und 1976 war er Leiter der Abteilung Humanmedizin des Instituts für Medizinische und Pharmazeutische Prüfungsfragen. 1977 wurde er ordentlicher Professor an der Mainzer Johannes Gutenberg-Universität, wo er Medizinische Statistik und Dokumentation lehrte und zum Direktor des IMBEI Instituts an der Universitätsmedizin der Johannes Gutenberg-Universität Mainz wurde. Im Jahr 2009 wurde Michaelis emeritiert.
Er war Mitglied der Bioethikkommission des Landes Rheinland-Pfalz, Wissenschaftlicher Beirat der Bundesärztekammer (1986–2010) und Wissenschaftlicher Beirat der EA European Academy of Technology and Innovation Assessment. Michaelis ist in der „Kommission für medizinische Forschung“ der Akademie der Wissenschaften und der Literatur Mainz tätig. Im Stiftungswesen der Mainzer Hochschule engagierte er sich stark. Den Aufbau des Instituts für Molekulare Biologie (IMB) begleitete Michaelis als Vorstandsmitglied der Boehringer Ingelheim Stiftung maßgeblich mit.

## Ehrungen
- 1992 MEDINFO Goldmedaille der International Medical Informatics Association
- 1992 Fritz-Acker-Preis für onkologische Forschung der Deutschen Gesellschaft für Kardiologie
- 2001 Peter-von-Aspelt-Medaille der Bezirksärztekammer Rheinhessen
- 2002 Ehrenmitglied der Gesellschaft für Pädiatrische Onkologie und Hämatologie – GPOH
- 2002 Ehrenmitglied der Deutschen Gesellschaft für Medizinische Informatik, Biometrie und Epidemiologie GMDS
- 2006 Deutscher Krebspreis
- 2007 Gutenberg-Plakette der Stadt Mainz
- 2007 Leibniz-Medaille der Akademie der Wissenschaften und der Literatur Mainz
- 2013 Deutsche Krebshilfe Preis
- 2014 Verdienstorden des Landes Rheinland-Pfalz[4]